# Why? (Keep Your Head Down)
《Why? (Keep Your Head Down)》是韩国男子团体東方神起在日本发行的第31张单曲。于2011年1月26日由avex trax公司发行。

## 概要
这张单曲是组合在休整约一年之后发表的第一首单曲，也是组合2011年发行的第一张单曲。主打歌《Why? (Keep Your Head Down)》、关西电视台与富士电视台制作的电视剧《美麗鄰人》的主题歌。这张单曲收录的两首歌曲《Why? (Keep Your Head Down)》与《MAXIMUM》都是组合在韩国发行的专辑《Keep Your Head Down》收录的歌曲（与《MAXIMUM》）的日语版本。 
单曲分为「CD+DVD」「只CD」两种版本发行，前者有收录主打歌《Why? (Keep Your Head Down)》的MV与MV的拍摄过程（只在初回限定盘中收录）。初回限定版本封入特典是封面大小的卡片（6种中随机封入1种）。“只CD”版本有12页豪华手册同捆封入。

## 收录歌曲

### CD
1. 《Why? (Keep Your Head Down)》 [4:01]
  - 作詞：Yoo Young Jin、日本語詞：Luna、作曲：Yoo Han Jin, Yoo Young Jin、編曲：Yoo Han Jin

关西电视台、富士电视台电视剧《美麗鄰人》主题歌
2. 《MAXIMUM》 [3:43]
  - 作詞・作曲・編曲：Yoo Young Jin、日本語詞：Luna
3. 《Why? (Keep Your Head Down)》 -Night Rod man Regeneration Mix- [4:38]
4. 《Why? (Keep Your Head Down)》 -Less Vocal- [4:01]
5. 《MAXIMUM》 -Less Vocal- [3:41]

### CD+DVD
CD
1. 《Why? (Keep Your Head Down)》
2. 《MAXIMUM》
3. 《Why? (Keep Your Head Down)》 -Less Vocal-
4. 《MAXIMUM》 -Less Vocal-

DVD
1. 《Why? (Keep Your Head Down)》 Music Video
2. 《Why? (Keep Your Head Down)》Off Shot Movie（只初回限定盤有收录）